# Tatonka Products
Tatonka Products war ein US-amerikanischer Hersteller von Automobilen.

## Unternehmensgeschichte
Das Unternehmen hatte seinen Sitz in Salt Lake City im Bundesstaat Utah. Inhaber war Richard Tolbert. 1997 oder 1998 begann die Produktion von Automobilen und Kit Cars. Der Markenname lautete Tatonka, evtl. mit dem Zusatz Products. 2009 endete die Produktion. Insgesamt wurden über 100 Exemplare verkauft.

## Fahrzeuge
Ein Modell war der Bummer. Er war ein Fahrzeug im Stil des Hummer. Ein Fahrgestell von General Motors bildete die Basis. Verschiedene Motoren trieben die Fahrzeuge an. Die Karosserie bestand aus Fiberglas.
Außerdem werden die Modelle Grunt und Runt genannt.